# أوسكار باومان
أوسكار باومان (بالألمانية: Oskar Baumann)‏ (و. 1864 – 1899 م) هو مستكشف، ورسام الخرائط، وجغرافي، من النمسا، ولد في فيينا، توفي في فيينا، عن عمر يناهز 35 عاماً.